# Pheidole termitobia
Pheidole termitobia är en myrart som beskrevs av Auguste-Henri Forel 1901. Pheidole termitobia ingår i släktet Pheidole och familjen myror. Inga underarter finns listade i Catalogue of Life.